# Gerardo IV di Jülich
Gerardo di Jülich in francese: Gérard IV de Juliers (seconda metà dell'XI secolo – dopo il 1132) fu conte di Jülich, dal 1128 fino alla sua morte.

## Origine
Gerardo era figlio del conte di Jülich, Gerardo III e della moglie di cui non si conoscono né il nome né gli ascendenti.
Di Gerardo III di Jülich non si conoscono né i nomi né gli ascendenti dei suoi genitori; si pensa che sia parente di Gerardo II, forse figlio o nipote

## Biografia
Di Gerardo IV si hanno poche notizie.
Molto probabilmente, dopo il 1115, affiancò il padre nel governo della contea, in quanto lo troviamo citato, come testimone, assieme al padre, in tre documenti del Urkundenbuch für die Geschichte des Niederrheins, Volume 1, inerenti a donazioni fatte dall'arcivescovo di Colonia, Federico I di Schwarzenburg, che resse la cattedra dal 1100 al 1131:
- il n° 287, datato 1118 (Comes Gerhardus de Iuliaco, Gerhardus iunior filius Gerhardi)[1]
- il n° 301, datato 1126 (Gerardus comes de Iuleche et filius eius Gerardus)[2]
- il n° 302, datato 1127 (Gerardus comes de Guleche et filius eius Gerardus)[3].

Verso il 1128, succedette al padre nella Contea di Jülich; infatti vi sono due documenti del Urkundenbuch für die Geschichte des Niederrheins, Volume 1, inerenti a donazioni fatte dal re dei Romani e futuro Imperatore del Sacro Romano Impero, Lotario II di Supplimburgo, in cui Gerardo compare come testimone, come unico conte di Jülich:
- il n° 304, datato febbraio 1129 (Lotharius divina favente clementia tercius romanorum rex) (Gerhardus de Iulicho)[4]
- il n° 310, datato maggio 1131 (Lotharius divina favente clementia tercius rex romanorum) (Comes Gerhardus de Iuliaco)[5].

Gerardo IV (Gerhardus comes de Iuliaco) compare, per l'ultima volta citato, come testimone, in un documento del Urkundenbuch für die Geschichte des Niederrheins, Volume 1, datato 1132, inerente alla soluzione di una disputa tra due monasteri, operata dal nuovo arcivescovo di Colonia, Brunone II di Berg (Bruno secundus dei gratia sancte coloniensis ecclesie archipresul).
Non si conosce l'anno esatto della morte di Gerardo IV, gli succedette il figlio, Gerardo come Gerardo V, come viene confermato dal documento n° 343 del Urkundenbuch für die Geschichte des Niederrheins, Volume 1, datato 1141, in cui il Conte di Jülich viene citato come Gerardo bambino (Gerardus puer comes de Iuliaco).

## Matrimonio e discendenza
Gerardo IV da una moglie di cui non si conoscono né il nome né gli ascendenti ebbe un figlio:
- Gerardo († 1144), Conte di Jülich[7].

Molto probabilmente Gerardo IV da una seconda moglie di cui non si conoscono né il nome né gli ascendenti ebbe due figli:
- Guglielmo († dopo il 1176), Conte di Jülich dal 1144, come da documento n° 530 del Urkundenbuch zur Geschichte der mittelrheinischen Territorien[10];
- Gerardo († dopo il 1166), citato nel documento n° 414 del Urkundenbuch für die Geschichte des Niederrheins, Volume 1, datato 1166,[11].

### Fonti primarie
- (LA)  Urkundenbuch für die Geschichte des Niederrheins, Volume 1.
- (LA)  Urkundenbuch zur Geschichte der mittelrheinischen Territorien.